# Giro de Lombardía 1977
El Giro de Lombardía 1977, la 71.ª edición de esta clásica ciclista, se disputó el 8 de octubre de 1977, con un recorrido de 257 km entre Seveso y Como. El vencedor final fue el italiano Gianbattista Baronchelli, por delante del belga Jean-Luc Vandenbroucke y el italiano Franco Bitossi. 

## Clasificación final
| Posición | Ciclista                 | Equipo                  | Tiempo     |
| -------- | ------------------------ | ----------------------- | ---------- |
| 1        | Gianbattista Baronchelli | Scic                    | 7h 03' 00" |
| 2        | Jean-Luc Vandenbroucke   | Peugeot-Esso            | + 1'07     |
| 3        | Franco Bitossi           | Vibor                   | m. t.      |
| 4        | Ronald De Witte          | Brooklyn                | m. t.      |
| 5        | Wladimiro Panizza        | Scic                    | m. t.      |
| 6        | Alfio Vandi              | Magniflex-Torpado       | m. t.      |
| 7        | Joop Zoetemelk           | Miko-Mercier-Hutchinson | m. t.      |
| 8        | Johan De Muynck          | Brooklyn                | + 2'05.    |
| 9        | Giuseppe Perletto        | Magniflex-Torpado       | m. t.      |
| 10       | Fabrizio Fabbri          | Sanson                  | + 3'03     |